# Аттена

герб Восточной Фрисландии с геральдическим зверем рода Аттена внизу слева

Аттена —  влиятельный род хофтлингов (вождей) из Восточной Фризии. Их герб, чёрный медведь в золотом ошейнике на золотом фоне до сих пор является частью герба Восточной Фрисландии.

## История
Неясно, откуда этот род ведёт своё происхождение: из Нордена или из Дорнума. Однако две линии рода должны были разойтись ещё в XIII веке.
Аттены могли появиться в Нордене через брак с дочерью рода Идзинга. Хило Аттена был первым, кто занимал управляющую должность в Нордерланде во времена Фризской свободы. Он занял доминиканскую церковь к северу с Мартином Сирца (Кирксена) из Берума и укрепил её. В 1367 году он вместе с Эвенардусом Идзингой и Мартином Сирца были названы как «лат. advocati terre Nordensis» (защитники Нордерланда).
К концу XIV века консульская форма управления Фризской свободы пришла в упадок. Некоторые влиятельные семьи воспользовались этим положением и создали систему правления, при которой они как хофтлинги (вожди) получали власть над более или менее большими территориями. В Нордерланде за власть боролись Кирксены и Аттены. Мартин Сирца и Хило Аттена отменили консульское управление в регионе и впервые появились в хартиях в 1367 году как хофтлинги. Вероятно, именно Хило построил укрепление на сегодняшней Остерштрассе в Нордене, который заложил основу того, что позже стало Энненбургом. Из-за связей между семьями и виталийскими братьями Гамбург вместе со своим союзником Кено II том Броком разрушили замок в 1408 году и изгнали Аттен из Нордена. Они могли вернуться только как лидеры борьбы против Фокко Укены, сменившего том Броков в стремлении к власти в Восточной Фризии.
Аттены в Дорнуме считаются потомками Херо Эйлверессена (Херо-старшего). Херо Аттеной его впервые назвал восточнофризский летописец Уббо Эммиус в XVII веке. Хофтлинги Дорнума не называли себя Аттенами. Их собственность в Дорнуме включала Вестербург, владение которым означало власть хофтлинга над этими землями. Нордербург, вероятно, изначально принадлежал другой семье и, вероятно, попал к Аттенам благодаря браку. Точно таким же образом мог перейти во владение семьи и замок Нессе. Вероятно, он принадлежал том Брокам и был передан Лютету Аттене в качестве приданого Окки том Брок, на которой он был женат. От этого брака появилась дочь Хеба. Она унаследовала замок в Нессе и вышла замуж за Уко, сына Фокко Укены. Они были родителями будущей графини Теды. Другая дочь, Этта, была замужем за Маурицем из семьи Канкена из Виттмунда, владевшей Нордербургом.
Благодаря умелой брачной политике Аттена оставалась одной из самых уважаемых семей в Восточной Фризии. Так Зибет фон Дорнум (Зибет-старший) женился на Фроуве фон Маншлагт, дочери Энно Кирксены. От этого брака появился Зибет Аттена, который был главой Эзенса, Штедесдорфа и Виттмунда с 1455 года и, таким образом, создал Харлингерланд как политическое образование. Он был отцом Херо Омкенса, его преемника на посту хофтлинга в Харлингерланде, и Ульриха фон Дорнума, который внёс значительный вклад в широкое и быстрое осуществление Реформации в Восточной Фризии. Сын Херо Омкенса, Бальтазар фон Эзенс, был последним хофтлингом из рода Аттена. После его смерти Харлингерланд перешел к графству Ритберг.